# Dante Frasnelli
Dante Frasnelli Tarter (ur. 6 stycznia 1925 w Dardine, zm. 10 stycznia 2020 w Limie) – włoski duchowny rzymskokatolicki posługujący w Peru, w latach 1967-2001 prałat terytorialny Huarí.

## Życiorys
Święcenia kapłańskie przyjął 6 lipca 1952. 3 sierpnia 1967 został mianowany prałatem terytorialnym Huarí ze stolicą tytularną Urusi. Sakrę biskupią otrzymał 1 listopada 1967. 30 listopada 1977 zrezygnował z biskupstwa tytularnego. 13 czerwca 2001 przeszedł na emeryturę.